# Quillota
Quillota je město a obec ve stejnojmenné provincii v regionu Valparaíso ve středním Chile. Je to zemědělské centrum oblasti, v níž se pěstují avokádo a čerimoja. V roce 2012 ve městě žilo 85 262 obyvatel.

## Sport
- San Luis de Quillota – fotbalový klub